# Rio Ingá
Rio Ingá är ett periodiskt vattendrag i Brasilien.   Det ligger i delstaten Paraíba, i den östra delen av landet, 1 600 km nordost om huvudstaden Brasília.
Omgivningarna runt Rio Ingá är huvudsakligen savann. Runt Rio Ingá är det ganska tätbefolkat, med 72 invånare per kvadratkilometer.